# Jean Rivero
Jean Rivero, (19 de março de 1910 – 19 de Junho de 2001) foi um jurista e professor de direito público francês. Escrevia principalmente sobre direito constitucional, direitos humanos, e liberdades públicas.

## Biografia
Foi assistente na Faculdade de direito da Universidade de Paris de 1935 a 1938 antes de ser profesor da Universidade de Poitiers de 1939 à 1954, ano em que tornou-se diretor da faculdade de direito de Paris, onde é reconhecido por conceituar o Direito Comparado como um método e não como um ramo do direito. Foi professor emérito da Université Paris-II Panthéon-Assas à partir de 1979.
Em 1940, foi preso por opôr o regime Vichy durante a Segunda guerra mundial e apenas foi solto no fim deste governo em 1945.

## Trabalhos
Em 1934, já havia publicado, ao concluir seu doutorado, Les mésures intérieurs administratives (em português: medidas interiores administrativas. Em 1956, publicou o Traité sur le droit du travail (em português : Tratado sobre direito trabalhista). Em 1960, publicou a vigésima atualização do Précis de Droit Administratif, originalmente de Maurice Hauriou. Sua versão foi sucedida pela versão de Jean Waline, filho de Marcel Waline. Em 1995, publicou o Curso de direito administrativo comparado, onde “o sistema jurídico de base romanística é confrontado com o sistema do Common Law e com o sistema do mundo soviético, revelando aspectos nunca enfrentados pelos administrativistas”.
Em 1986, recebeu o prêmio Balzan pelas suas obras sobre os direitos humanos.
Desde 2013, a Association française de droit constitutionnel (Associação francesa de direito constitucional) entrega bianualmente o Prêmio de tese Jean Rivero.